# انجمن

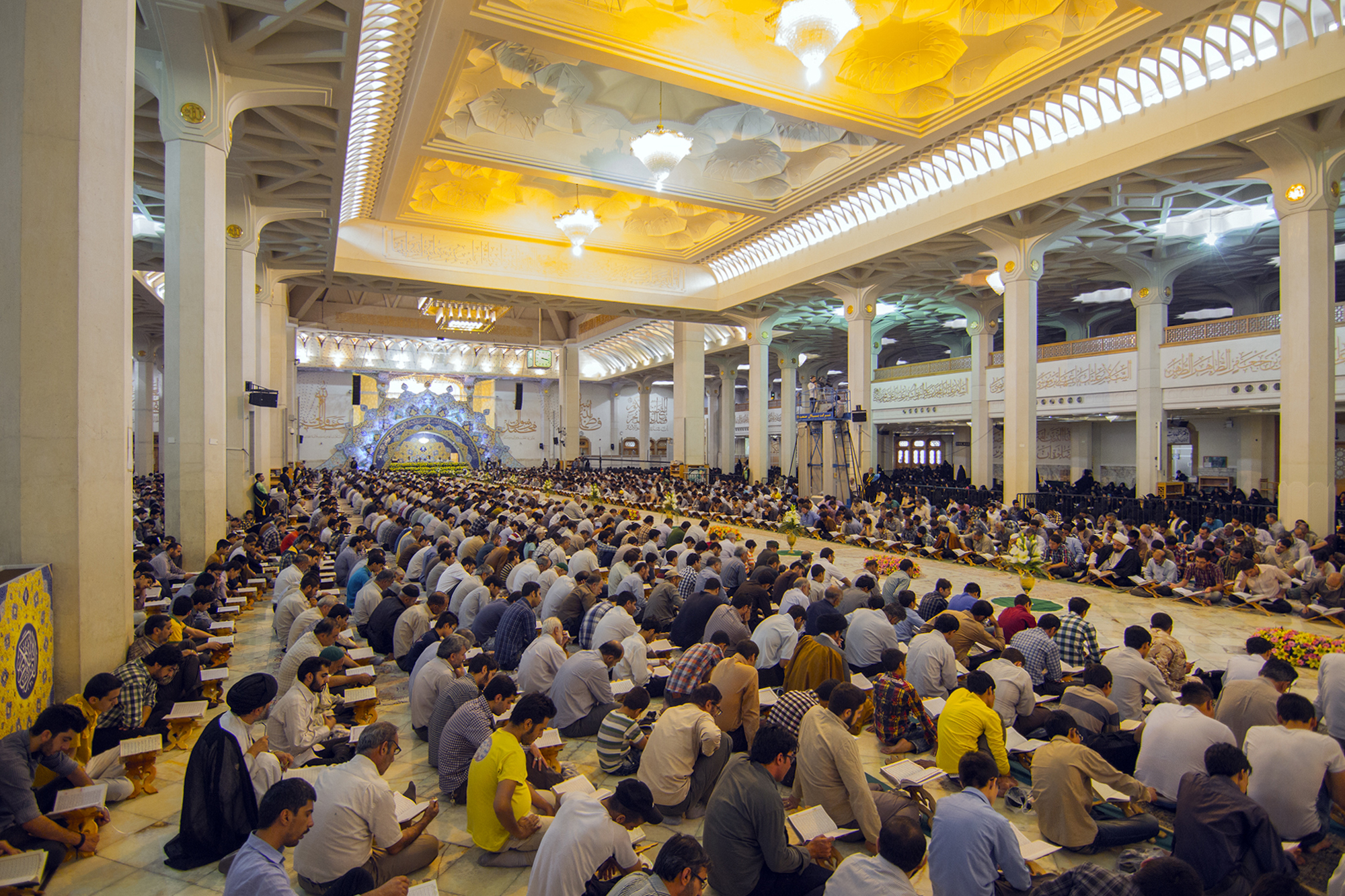
گروهی که برای خواندن قرآن در حرم فاطمه معصومه گرد هم آمده‌اند.

اَنجُمَن به دسته‌ای از مردم گویند که به‌صورت داوطلبانه در جایی گرد آمده باشند یا مکان گردهمایی‌ای که برای هم‌اندیشی یا رایزنی است. گاهی نام‌های گروه، فوج، مجمع، مجلس هم همین کاربرد را دارد. برترین چیزی که مایه جدایی کاربرد واژه انجمن به‌جای یک گروه یا دسته از مردم می‌شود، داشتن انگیزه همسان است.
ساخت انجمن از کارهای پایه و بنیادی هر صنفی است. انجمن‌ها گسترش برنامه‌ها و پیگیری طرحهایی را آسان می‌کنند که برای بهبود آسایش و درآمد اعضایشان برنامه‌ریزی شده‌است. آن‌ها مایه پیشبرد برنامه‌ها و کارها و دسترسی به پشتیبانی نهادها از زمینه ویژه کاری انجمن می‌شوند. انجمن‌ها برای اعضای خود شیوه نامه و آیین‌نامه رفتاری وضع می‌کنند. آن‌ها دیدگاه یگانه ای در برابر جهان گسترده می‌سازند و پیگیری شکوفایی و گسترش کار و پیشه خود را از راه آموزش سازمان یافته و پذیرش اعضای تازه ای که از کارایی بالایی برخوردارند، پشتیبانی می‌کنند. در هر انجمن قوانینی شناسایی، سازماندهی، نشاندهی و بازخواست می‌شود که یا از سوی انجمن پذیرش شده، یا شخص شایسته‌ای آنها را برای همه وضع کرده‌است.

## ریشه‌شناسی
پسوند نون در پایان این واژه همان است که در پایان واژگان نهنبن، سوزن، روزن، میهن، روشن، برزن، هاون، پرویزن، چمن و واژگان نوساخته تاون و پوشن نیز دیده می‌شود و پسوندی است که با آن اسم و به‌ویژه اسم ابزار می‌سازند.